# Jasua
Jasua, obersorbisch Jazowa, ist eine Wüstung in der Oberlausitz südöstlich des Bärwalder Sees in der sächsischen Gemeinde Boxberg/O.L. Eine am Klittener Ufer des Sees geplante Wohn- und Feriensiedlung mit Bootshafen soll zur Erinnerung an den Ort ebenfalls den Namen Jasua erhalten.

## Geographie

Ausschnitt aus dem Messtischblatt Uhyst, Jasua in der Mitte

Die Siedlung lag im westlichen Teil der Gemarkung Jahmen nördlich der Bahnstrecke Węgliniec–Falkenberg/Elster, etwa einen Kilometer östlich der Kreuzung der alten Trasse der Bundesstraße 156 mit der Bahnstrecke, an der der Vorbahnhof Uhyst, ein reiner Güterbahnhof, lag.
Umgebende Ortschaften in einem Radius von etwa fünf Kilometern sind Boxberg im Norden, Kringelsdorf im Nordosten, Dürrbach im Osten, Jahmen, Klitten, Klein-Oelsa und Kaschel im Südosten, Lieske und Mönau im Südwesten und Uhyst an der Spree im Westen. Im Nordwesten lagen die ebenfalls devastierten Dörfer Schöpsdorf und Merzdorf.

## Geschichte
In der Zeit des Nationalsozialismus wurden (besonders in Preußen) viele Orte mit slawischstämmigen Namen umbenannt; in der näheren Umgebung traf dies die Orte Uhyst und Klein-Ölsa, die von 1936 bis 1947 Spreefurt und Oelbrück hießen. Jasua wurde in Jahmen Ausbau umbenannt. Durch die Eingemeindungen Jahmens, Kaschels und Klein-Ölsas nach Klitten kam auch Jasua am 1. April 1938 zur Gemeinde Klitten.
In den Jahren 1987 und 1988 wurde Jasua als erste Siedlung der Gemeinde Klitten zugunsten des Tagebaus Bärwalde abgebrochen. Von der Umsiedlung waren nach offiziellen Angaben 28 Einwohner betroffen.

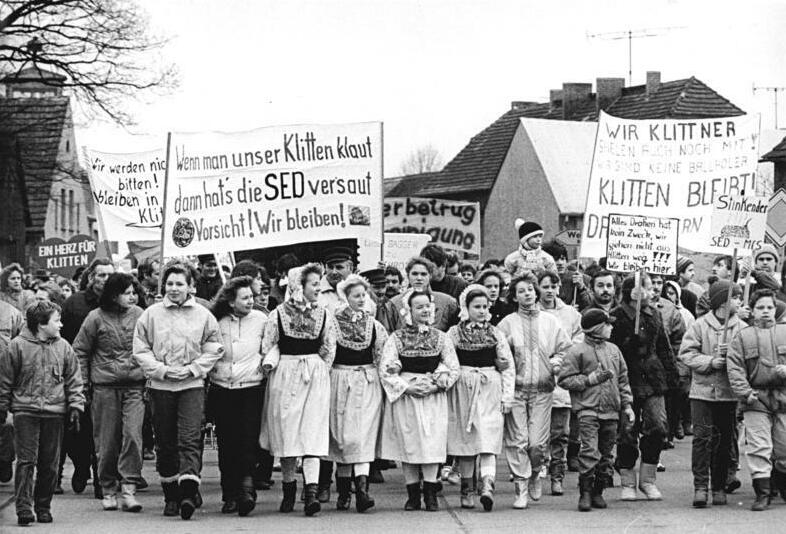
Demonstration im Januar 1990 gegen den Ortsabbruch Klittens

Das in der Wendezeit einsetzende energiepolitische Umdenken sowie gesteigerte Proteste der Klittener Bevölkerung gegen eine Devastation Klittens resultierten 1991 in einer Stundung und 1992 in einer Stilllegung des Tagebaus Bärwalde. Dadurch kam es nicht mehr zur Kohleförderung unterhalb der Ortslage. Jasua blieb gleichzeitig die einzige Siedlung der damaligen Gemeinde Klitten, die abgebrochen wurde.
Im Zuge der Planungen für eine Nutzung des gefluteten Tagebaus kam der Wunsch auf, am Klittener Ufer eine kleine Siedlung mit dem Namen Jasua neu aufzubauen. Für die Umsiedlung des Ortes Mühlrose, der infolge der Erweiterung des Tagebaus Nochten nach zwei vorangegangenen Teilortsumsiedlungen gänzlich überbaggert wird, ist Jasua einer der angebotenen Standorte.